# Luigi Damiani
Pour les articles homonymes, voir Damiani.
Luigi Damiani, dit « Gigi », né à Rome, le 18 mai 1876 et mort dans la même ville le 	
16 novembre 1953 est un anarchiste italien, propagandiste et poète. Après plusieurs séjours en résidence surveillée, il décide de quitter l'Italie avec sa compagne Emma Ballerini, pour s'établir au Brésil où, durant plus de vingt ans, il fourbit ses armes dans la poésie, le journalisme et la littérature de propagande anarchiste. À son retour en Italie, il est une figure importante de l'anarchisme italien, et devient, avec Errico Malatesta, l'âme d'«Umanità Nova ». 

## Biographie

### Premières armes
Né dans une famille modeste et religieuse, orphelin de mère, le jeune Damiani se détourne très tôt de la religion et se voit placé dans une maison de correction pour enfants à Naples. Il se révolte, entrainant avec lui ses camarades et est emprisonné pour avoir tenté de s'enfuir. À sa libération, il se rend à Rome, travaille avec son père et découvre l'anarchisme en lisant les « exploits  » de Ravachol relatés dans la presse italienne. À dix-huit ans, G. Damiani est déjà un militant anarchiste actif ; il est arrêté en septembre 1894, condamné et assigné en résidence surveillée aux îles Tremiti, puis Favignata et Lipari, en vertu des lois anti-anarchistes votées par le gouvernement Crispi quelques mois plus tôt. Il y fait la connaissance d'Oreste Ristori.
Libéré en septembre 1896, il revient à Rome et collabore pendant un temps au journal anarchiste l'Avvenire Sociale, de Messine. Arrêté après la manifestation du 1er mai 1897, il est incarcéré à la prison San Michele de Rome, celle dans laquelle est enfermé Romeo Frezzi. La répression anti anarchiste le conduit à émigrer vers le Brésil, avec sa compagne Emma Ballerini. Il quitte l'Italie en septembre 1897 pour rejoindre la province de São Paulo.  

### Premier exil au Brésil
Là, il gagne sa vie en peignant des décors de théâtre, une activité qui l'amène à beaucoup se déplacer. Le poème « Ad una... contessa » est sans doute le premier texte qu'il publie au Brésil dès novembre 1897 , et très vite il déploie beaucoup d'énergie à collaborer avec la presse anarchiste italienne, à l'occasion portugaise, aidant ainsi le mouvement anarchiste à se relever des coups portés par une récente vague de répression. Ainsi, dès janvier 1898, il contribue à la création d'Il Risveglio, de São Paulo, puis, après qu'il soit parti vivre dans l'état du Paraná, il collabore au Diritto publié par deux anciens membres de la Cecilia et publie un journal antireligieux, O Combate. De retour à São Paulo, en 1908, il  dirige La Battaglia au départ de son ami Oreste Ristori (it), puis transforme en quotidien le périodique A Plebe et publie Guerra Sociale durant la période de la première guerre mondiale. Son activité de propagande est intense et il « brosse des portraits au vitriol de personnages caractéristiques de la communauté italienne de São Paulo, patriote et bien pensante. » G. Damiani ne limite pas son militantisme aux activités journalistiques, c'est un militant de terrain qui s'engage activement aux côtés des ouvriers lorsqu'il participe à la grève générale de 1917 et qui en subit les conséquences : deux ans d'une vie de quasi-clandestinité, pour échapper à la répression anti-anarchiste qui s'ensuivit.       
En 1919, il est expulsé du Brésil et débarque à Gênes le 9 novembre, accueilli par la police italienne qui procède immédiatement à son arrestation. Le soutien et les protestations de Pasquale Binazzi, dans Il Libertario contribueront, aux dires mêmes de Damiani, à sa libération.      

### Retour à Rome
Son retour en Italie coïncide, à un mois près, avec celui d'Errico Malatesta et il prend part à la création du quotidien anarchiste Umanità Nova qui voit le jour le 26 février 1920 à Milan. Ugo Fedeli (it), autre fondateur et correspondant du journal, rapporte qu'il en devient rapidement le pilier :                  

« Le quotidien Umanità nova était important car il comportait des articles de Malatesta, de Fabbri [...] mais on ne pourrait pas le concevoir sans Damiani et son labeur énorme et infatigable. Il était le véritable journaliste du groupe, il savait traiter avec facilité les questions les plus diverses, dont il savait exposer le côté le plus caractéristique et le plus intéressant, et, d’une plume légère, il examinait les problèmes du jour et relevait les aspects polémiques qui semblaient échapper aux théoriciens. »

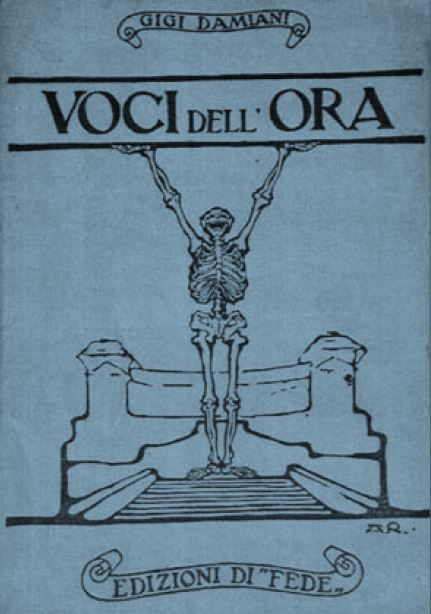

Á Milan, Damiani échappe à l'arrestation de toute la rédaction du journal en octobre 1920, et réussit à assurer la publication d'Umanità Nova dans des conditions difficiles liées à la clandestinité, jusqu'à la destruction de l'imprimerie du journal par les fascistes, fin octobre 1922. En marge de son activité militante, il reste actif sur le plan littéraire et trouve le temps pour écrire un roman, Il di dietro del re, qu'il signe de son pseudonyme Simplicio ainsi que plusieurs poésies devant faire l'objet d'un recueil qui sera détruit au cours de sa publication, mais « qui trouve une deuxième vie en 1924 sous le titre Voci dell’ora » où les thèmes de la femme/mère et de l’enfant, de la lutte pour l’idéal anarchiste et du sacrifice qu’entraîne cette lutte, sont récurrents.
Puis G. Damiani s'installe à Palerme, avec sa compagne Lidua Meloni, qui donne naissance à leur fille Valeria en juillet 1923. De retour à Rome, en septembre, il fonde puis dirige l'hebdomadaire Fede!, puis les mensuels Vita et Parole Nostre publiés dans la  même ville.
L'attentat à la bombe de Gino Lucetti contre Benito Mussolini, le 11 septembre 1926, provoque le départ précipité de Damiani vers son second exil.

### Second exil: de l'Europe à l'Afrique du nord
G. Damiani quitte clandestinement l'Italie, traverse la Suisse, puis entre en France où il effectue un bref passage à Paris. Puis, sans nouvelle aucune de sa famille restée au pays, il se dirige vers le sud de la France et s'installe à Marseille, plus proche de la frontière, où il fonde l'espoir de trouver un travail. Bientôt rejoint par sa famille, il se lance immédiatement dans le projet d'une publication clandestine, Non molliamo, dont trois numéros sont diffusés en Italie de janvier à mars 1927, quelques mois avant la naissance de son fils Andrea.
Durant cette période marseillaise, G. Damiani écrit deux pièces qui seront jouées par un troupe de théâtre composée d'anarchistes italiens en exil, un drame en deux actes, La bottega, ainsi qu'une farce, La palla e il galeotto. Ces deux écrits, ainsi que la brochure Christo et Bonnot, dialogue sans issue entre les deux personnages éponymes, sont accueillis par Germinal publié à Chicago de 1926 à 1930.

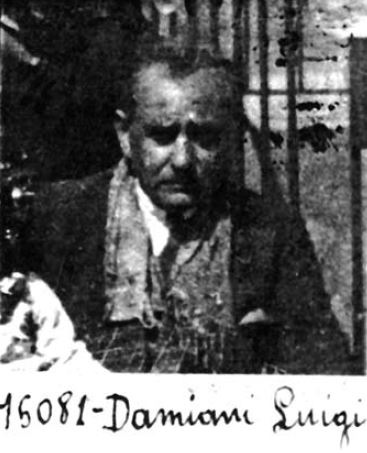

Cette période de relative tranquillité est interrompue par l'explosion des bombes à la Casa del fiasco de Juan-les-Pins. Usant de malchance, G. Damiani, de passage à Antibes, est expulsé de France en même temps que de nombreuses autres personnes. Il s'installe à Bruxelles, dont le climat ne lui convient pas plus que l'étroite surveillance dont il est l'objet. En août 1928, il est arrêté, en même temps que d'autres anarchistes, pour une prétendue tentative d'assassinat sur la personne d'un certain Senofonte Cestari et maintenu en détention jusqu'au non-lieu prononcé par la justice belge le 24 novembre 1928. Au début de l'année 1929, il quitte la Belgique pour le Luxembourg, puis revient clandestinement en France, et s'installe à Puteaux sous le nom de Guidotti. Sa famille le rejoint et Lidua trouve un emploi d'ouvrière mécanicienne pendant que G. Damiani reprend son activité de peintre de décors.
Le 12 mars 1930, il est à nouveau arrêté pour infraction au décret d'expulsion et emprisonné durant vingt jours au terme desquels il songe à franchir une nouvelle fois l'Atlantique. Mais c'est l'Escaut qu'il traverse pour rejoindre la Belgique… qui refuse de l'accueillir. Débute alors une longue période, presque une année, durant laquelle G. Damiani multiplie les précautions et sans doute les déplacements pour tenir secret son lieu de résidence. Bien que vivant caché, il reste en contact avec le milieu de l'anarchisme, poursuit sa correspondance avec Errico Malatesta, fait parvenir des articles à Fede! comme à plusieurs autres périodiques anarchistes, Germinal de Chicago et Il Risveglio anarchico de Genève. On le pense à Zurich, Genève, Hambourg, Amsterdam... « Avoir une adresse est un luxe qu’en ce moment tu ne peux pas te permettre », lui écrit Malatesta le 31 juillet 1930. 
Fin avril, ou début mai 1931, G. Damiani part pour l'Espagne, rapidement rejoint par sa famille. La République vient d'être proclamée, aussi, comme beaucoup d'anarchistes, Damiani fonde de grands espoirs et en informe E. Malatesta pour lequel il prépare secrètement un plan pour sa venue en Espagne. Mais au début de l'automne, la situation se dégrade, les expulsions commencent, les réfugiés italiens mènent une vie misérable et les espoirs de Damiani sont déçus ; le plan d'évasion fait long feu.  
Début novembre 1931, G. Damiani et sa famille traversent la Méditerranée, font étape à Oran avant de s'installer à Tunis, où Lidua Meloni décède le 1er décembre 1932. Son activité de peintre décorateur permet à Damiani de nourrir sa famille et il poursuit son activité de propagande avec Il Risveglio, l'Adunata dei refrattari de New-York et les journaux de l'exil en France comme Lotta anarchica et La Lanterna de 1932 à 1934. Il noue des relations avec le groupe anarchiste formé autour du docteur Niccolò Converti, un groupe dont les réunions sont hebdomadaires. Mais désormais, Damiani n'a qu'une idée en tête, rentrer en Italie.  

### Second retour à Rome

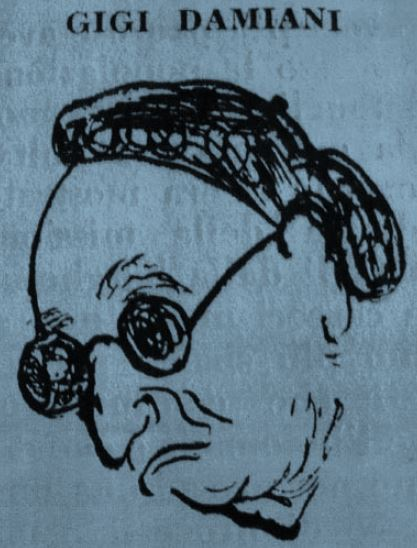
Portrait de Gigi Damiani paru dans Umanità Nova en 1953

Après de longs mois et de multiples démarches, Damiani obtient des autorités françaises le laissez-passer qui lui permet de rentrer en Italie, en février 1946. Il débarque à Naples avec son fils, puis s'installe chez sa belle-mère, à Rome, où il prend la direction du périodique Umanità Nova recréé en 1944. En février 1948, la question du logement pour Damiani reste à l'ordre du jour du congrès anarchiste, et sa santé, surtout sa vue, est déclinante. En avril 1951, survient le premier épisode de cécité complète, cumulé avec des soucis familiaux liés à la santé de sa fille Valeria d'une part, et à l'attitude désinvolte de son fils Andrea peu enclin à chercher un véritable emploi. 
En mars 1952, malgré une nouvelle opération chirurgicale, la cécité devient définitive. Il s'installe pour quelque temps à Carrare, au siège de la Federazione Anarchica Italiana, mais émet rapidement le souhait de retrouver sa ville natale, Rome. D'autres maux l'accablent, des attaques d’artériosclérose, d’hypertension, « le pire d’entre les maux étant tout de même les « soixante-seize années qui pèsent sur mes épaules et sur mes jambes » écrit-il le 30 décembre 1952.
G. Damiani ne quitte Carrare que quelques jours avant sa mort, qui survient le 16 novembre 1953 au Policlinico de Rome.

## Œuvres
- L’ultimo sciopero. Romanzo sociale, La Battaglia, São Paulo, 18 juillet 1905 - 20 mai 1906.
- « Viaggiando (La gente che s’incontra) » La Battaglia, São Paulo, 21 mars 1908 », reproduit (avec introduction et notes d’Isabelle Felici) dans Gli italiani all’estero, no 4, Ailleurs, d’ailleurs, Études et documents réunis par Jean-Charles Vegliante, Université de la Sorbonne Nouvelle-Paris 3, 1996, p. 163-169.
- I paesi nei quali non bisogna emigrare. La questione sociale nel Brasile, Milan, éditions d’Umanità Nova, juin 1920.
- Il di dietro del re. Memorie di un mancato regicida raccolte e tradotte da Simplicio, Rome, Società Anonima Poligrafica Italiana, 1921.
- Storie sentimentali d’odio e d’amore, Pagine libertarie, 18 mars 1922 - 18 décembre 1922.
- I salmi dell’anarchia, Pagine libertarie, 25 février 1922 - 15 février 1923.
- Il problema della libertà, Rome, Società Anonima Poligrafica Italiana, 1924, réédition à Rome en 1946 avec le sous-titre Riflessioni di un anarchico.
- Voci dell’ora (Euritmie), Rome, éditions de Fede !, 1924.
- Il re fascista, Rome, en réalité Marseille, éditions de Non molliamo, 1927.
- Cristo e Bonnot, Chicago, éditions de Germinal, 1927.
- Histoire du soldat inconnu, traduction d’E. Armand, Orléans, éditions de L’En dehors, [1926].
- La bottega. Scene della ricostruzione fascista. Dramma in due atti, Detroit, Libreria Autonoma, 1927.
- La palla e il galeotto Farsa tragica, Rome [en réalité France (Marseille ?)], 1927.
- Euritmie dell’Esilio, dans divers journaux dont Germinal de Chicago et Almanacco libertario, 1927-1941.
- L’arte, la scienza, l’amore e la guerra nell’Eldorado dei folli. Tragedia comica in due atti, Germinal, Chicago, mars 1929 (incomplet).
- Del delitto e delle pene nella società di domani, Newark, éditions de L’Adunata dei Refrattari, 1930.
- Viva Rambolot. Bozzetto in un atto, Newark, éditions de L’Adunata dei Refrattari, [années 1930].
- Fecondità. Commedia sociale in due atti, Newark, éditions de L’Adunata dei Refrattari, [années 1930].
- Gl’impazienti, L’Adunata dei Refrattari, Newark, 16 mai 1936.
- I ceti medi e l’anarchismo, Tunis, Typographie Maury et cie, 1937.
- Carlo Marx e Bacunin in Spagna, Newark, éditions de L’Adunata dei Refrattari, 1939.
- Razzismo e Anarchismo, Newark, éditions de L’Adunata dei Refrattari, [1939 ?].
- Attorno ad una vita (Niccolò Converti), Newark, éditions de L’Adunata dei Refrattari, 1940.
- Rampogne. Versi di un ribelle, Turin, Gruppo Editoriale Anarchico Piemontese, 1946.
- Sgraffi, Newark, éditions de L’Adunata dei Refrattari, 1946.
- Stato e comune, Newark, éditions de L’Adunata dei Refrattari, 1946.
- Discorsi nella notte. Supplemento letterario di Umanità nova, Rome, 1947.
- Le ragioni di una antitesi tra comunisti ed anarchici, Rome, éditions d’Umanità nova, 1948.
- L’utopia anarchica e la realtà anarchica, Rome, éditions d’Umanità nova, 1948.
- Diabolica carmina. Poesie paganeggianti e anticlericali, Rome, édité par l’auteur, 1949.
- Caino, manuscrit, années 1950, transmis à Ugo Fedeli et E. Armand, non repéré.
- Dio millenaria inquietudine, Turin, 1953.
- La mia bella Anarchia, Cesena, éditions de L’Antistato, 1953.
- Una protesta di Gesù, Umanità nova, 31 janvier 1954.